# José María Berdejo
José María Berdejo Marín (Alagón, 1975) es un músico y compositor español, Director de Música de las Catedrales de Zaragoza: La Seo y El Pilar.

## Vida
Berdejo nació en Alagón, hijo de José y Celia, y se educó en la Colegio de Infantes de Nuestra Señora del Pilar, siendo infantico entre 1982 y 1989. Allí formó musicalmente con los presbíteros Gregorio Garcés Til, Joaquín Broto Salamero e Isaac Feliz Blanco. Continuó los estudios superiores con los profesores Aranzazu de Miguel (piano), Maximiano Martínez (armonía), Jesús Mª Muneta (contrapunto y fuga, órgano) y Vicente Ros (estudios superiores de órgano). Terminó los estudios con matrícula de honor y premio extraordinario en las asignaturas de Solfeo, Repentización y Transposición.
Fue músico de orquesta en diferentes bandas, entre ellas Nueva Alaska, por todo el país. Acompañó a piano a Sara Montiel y Corita Viamonte, además de trabajar para las compañías musicales de Luis Pardos y de Lita Claver.
En septiembre de 2012, tras la jubilación del prefecto de música Roberto García Alcaine, fue llamado para ser «Director de Música de las Catedrales de Zaragoza», lo que significa llevar la dirección musical de las catedrales de El Pilar y La Seo en Zaragoza. Además es director de la Escolanía de Infantes y de la Capilla de Música Nuestra Señora del Pilar.
En 2018 fue nombrado pregonero de las Fiestas del Pilar en Zaragoza.

## Obra
Uno de los trabajos más reconocidos de Berdejo ha sido la recuperación de composiciones de los archivos musicales de las catedrales de Zaragoza, tales como el Miserere de Salvador Azara, la Tercia de Gregorio Arciniega —orquesta sinfónica, coro y dos solistas— y las Lamentaciones de Jeremías del Miércoles y Viernes Santo de Miguel Arnaudas —para orquesta sinfónica, coro y cuatro solistas. El Miserere de Azara fue recuperada en 2015 por Berdejo con ocasión del Concierto Extraordinario del Año Jubilar del Pilar. La interpretación fue grabada y publicada posteriormente en CD. El papa Benedicto XIII envió una carta de reconocimiento a José María Berdejo por su labor de recuperación de la música. Otra obra recuperada ha sido la Gran misa aragonesa de Gregorio Garcés.
Para llevar a cabo su trabajo de solemnizar el culto con música sacra unió los coros Melchor Robledo y Schola Cantorum Santa María del Pilar en la capilla Capilla de Música Nuestra Señora del Pilar. Es con esta capilla que se han recuperado las obras de los antiguos maestros y se celebran grandes ocasiones en las catedrales. Además ha creado la orquesta Cantantibus Organis, con número variable de intérpretes e instrumentos, que acompaña habitualmente la Capilla de Música Nuestra Señora del Pilar y los Infanticos del Pilar y de la que es director.